# Drymonia alloplectoides
Drymonia alloplectoides är en tvåhjärtbladig växtart som beskrevs av Johannes von Hanstein. Drymonia alloplectoides ingår i släktet Drymonia och familjen Gesneriaceae. Inga underarter finns listade i Catalogue of Life.